# فرانك فيلد (عالم)
فرانك فيلد (بالإنجليزية: Frank Field) هو عالم أرصاد جوية أمريكي، ولد في 30 مارس 1923.

## وصلات خارجية
- فرانك فيلد على موقع IMDb (الإنجليزية)